# 5606 Мурамацу
5606 Мурамацу (5606 Muramatsu) — астероїд головного поясу, відкритий 1 березня 1993 року.
Тіссеранів параметр щодо Юпітера — 3,625.